# A narração de Filectas
A narração de Filectas é uma pintura de Rodolfo Amoedo. A obra é do gênero pintura, foi criada em 1887 e faz parte da coleção do Museu Nacional de Belas Artes.

## Descrição
A obra utiliza a técnica de óleo sobre tela e suas medidas são, 249 centímetros de altura e 307 centímetros de largura.
Retrata Filetas de Cos, acadêmico e poeta do início do período helenista na Grécia Antiga.